# Nikolaus Graf von Seebach

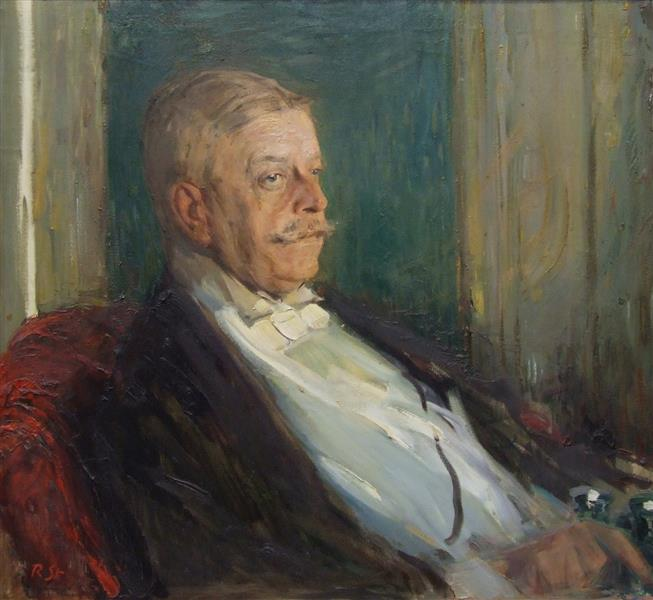
Robert Sterl: Nikolaus Graf von Seebach (1912)

Nikolaus Graf von Seebach (* 9. Februar 1854 in Paris; † 13. Januar 1930 in Dresden) war königlich-sächsischer Kammerherr, Rittmeister, wirklicher Geheimer Rat, Generaldirektor der Königlich-sächsischen musikalischen Kapelle und von 1894 bis 1919 Intendant des Dresdner Hoftheaters (Semperoper).
Seebach stammte aus dem thüringischen Uradelsgeschlecht derer von Seebach, das 1864 in den Grafenstand erhoben worden war. Sein Vater Albin Leo von Seebach war sächsischer Gesandter und Mitglied der ersten Kammer des Sächsischen Landtages. Seine Mutter Marie von Nesselrode-Ereshofen war eine Tochter des russischen Staatskanzlers Karl Robert von Nesselrode.
Nach dem Besuch der Universität Leipzig trat er in den Dienst am Dresdner Hof. In der sächsischen Armee war er zuletzt Rittmeister der Landwehr-Kavallerie a. D.
Kennzeichnend für seine Intendanz an der Dresdner Semperoper ist insbesondere das Engagement für den Komponisten Richard Strauss. In der Seebach-Ära wurden vier Strauss-Opern uraufgeführt: 1901 Feuersnot, 1905 Salome, 1909 Elektra und 1911 Der Rosenkavalier – alle unter dem Dirigat Ernst von Schuchs. Seebach sorgte durch eine geschickte Kartenverteilung für Premieren-Erfolge der Strauss-Opern: während das als konservativ geltende Dresdner Publikum zu den Premieren weitgehend ferngehalten wurde, füllten auswärtige Kunstkenner, Strauss-Freunde und Kritiker das Haus. Vor der Uraufführung des Rosenkavaliers verlangte er textliche Änderungen, weil er befürchtete, dass sich höfisch-aristokratische Kreise durch die Figur des Ochs von Lerchenau brüskiert fühlen könnten. Um die Uraufführung nicht zu gefährden, lenkte Strauss ein und bat den Librettisten Hugo von Hofmannsthal, die Einwände zu berücksichtigen und den Text „hoftheaterfähig“ einzurichten.
Seebach führte das Haus nach kaufmännischen Richtlinien und setzte durch, dass sich sogar das sächsische Königshaus seine Freikarten und Benefizveranstaltungen durch Ersatz des Einnahmeausfalls quasi erkaufen musste.
1914 erhielt er von der Universität Leipzig den Ehrendoktortitel. Im Jahr 1919 nahm er seinen Abschied von den Dresdner Bühnen. Er wurde 1930 auf dem Neuen Katholischen Friedhof in Dresden bestattet.

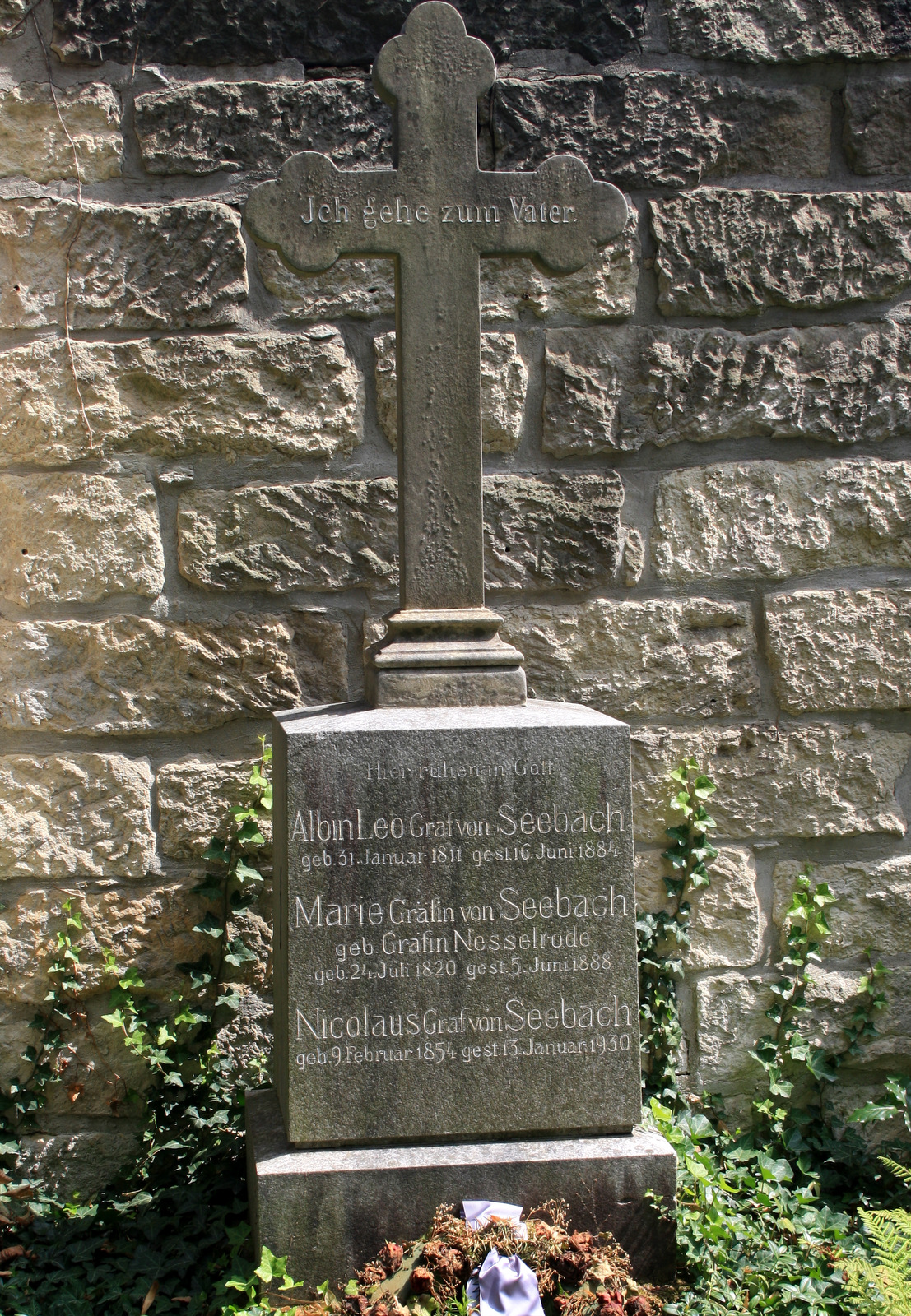
Neuer Katholischer Friedhof Dresden, Grabstätte Nikolaus Graf von Seebach